# The Scientist
The Scientist è un singolo del gruppo musicale britannico Coldplay, pubblicato il 4 novembre 2002 come secondo estratto dal secondo album in studio A Rush of Blood to the Head.
Il brano è stato inserito alla posizione 54 nella lista dei 100 migliori brani musicali degli anni 2000 stilata dalla rivista Rolling Stone.

## Descrizione
La canzone si basa soprattutto su un giro di pianoforte e sulla voce di Chris Martin, il quale ha scritto il brano dopo aver ascoltato All Things Must Pass di George Harrison.
Il brano ha avuto un buon successo in Europa: ha raggiunto la posizione n. 10 nel Regno Unito, in Italia la n. 25.

## Pubblicazione
Il singolo è stato pubblicato il 4 novembre 2002. La copertina raffigura il batterista del gruppo Will Champion ed è stata creata da Sølve Sundsbø. Il singolo contiene come b-side i brani 1.36, chiamato così per la durata della prima versione, e I Ran Away

## Video musicale
Il video del brano è stato girato completamente al contrario; infatti, per le riprese, Martin dovette imparare a cantare la canzone al contrario, e gli ci volle circa un mese. Chris si trova con una sua presunta fidanzata (interpretata dall'attrice Elaine Cassidy) in macchina, quando avviene un incidente e la ragazza perde la vita.

## Tracce
1. The Scientist – 5:11
2. 1.36 – 2:05
3. I Ran Away – 4:26

## Formazione
Gruppo
- Chris Martin – voce, pianoforte, chitarra acustica, arrangiamento strumenti ad arco
- Jonny Buckland – chitarra elettrica, cori, arrangiamento strumenti ad arco
- Guy Berryman – basso, cori, arrangiamento strumenti ad arco
- Will Champion – batteria, percussioni, cori, arrangiamento strumenti ad arco

Altri musicisti
- Audrey Riley – arrangiamento strumenti ad arco, strumenti ad arco
- Chris Tombling – strumenti ad arco
- Richard George – strumenti ad arco
- Leo Payne – strumenti ad arco
- Laura Melhewish – strumenti ad arco
- Susan Dench – strumenti ad arco
- Peter Lale – strumenti ad arco
- Ann Lines – strumenti ad arco

Produzione
- Ken Nelson – produzione, registrazione, ingegneria del suono, missaggio
- Coldplay – produzione, missaggio
- Mark Phythian – produzione aggiuntiva, registrazione, missaggio
- Rik Simpson – ingegneria del suono aggiuntiva
- Jon Withnal – assistenza tecnica
- Ben Thackeray – assistenza tecnica
- Jon Bailey – assistenza tecnica
- Andrea Wright – assistenza tecnica
- George Marino – mastering

## Classifiche

### Classifiche settimanali
| Classifica (2002-25)             | Posizione massima |
| -------------------------------- | ----------------- |
| Argentina                        | 63                |
| Australia                        | 40                |
| Austria                          | 8                 |
| Belgio (Fiandre)                 | 56                |
| Belgio (Vallonia)                | 60                |
| Costa Rica                       | 17                |
| Emirati Arabi Uniti              | 12                |
| Francia                          | 31                |
| Germania                         | 26                |
| Hong Kong                        | 15                |
| Irlanda                          | 5                 |
| Italia                           | 23                |
| Malaysia                         | 18                |
| Paesi Bassi                      | 20                |
| Perù                             | 134               |
| Portogallo                       | 22                |
| Regno Unito                      | 10                |
| Singapore                        | 4                 |
| Stati Uniti (alternative)        | 18                |
| Stati Uniti (rock & alternative) | 21                |
| Svezia                           | 56                |
| Svizzera                         | 28                |

### Classifiche di fine anno
| Classifica (2017) | Posizione |
| ----------------- | --------- |
| Brasile           | 199       |
| Classifica (2023) | Posizione |
| Portogallo        | 200       |

## Cover
- Nel 2007 Avril Lavigne ha registrato una cover di questa canzone, contenuta nella compilation Radio 1's Live Lounge: Volume 2 uscita nello stesso anno.
- Nel 2011 è poi stata pubblicata una versione cantata e arrangiata da Willie Nelson.
- Nel 2012 il cast della serie televisiva Glee esegue una cover nel quarto episodio della quarta stagione andata in onda negli Stati Uniti il 9 ottobre 2012 e in Italia il 13 novembre 2012.
- Nel 2015 Fabio Curto ha reinterpretato il brano durante la sua partecipazione al talent show The Voice of Italy, pubblicando successivamente nel suo omonimo EP.
- Nel 2017 Corinne Bailey Rae ha eseguito una cover per la colonna sonora di Cinquanta sfumature di nero.
- Nel 2021 Zucchero Fornaciari ha incluso una propria versione nel suo album Discover.